# پریفیتو ان دی فسفات
پریفیتو ان دی فسفات (به انگلیسی: Prephytoene diphosphate) با فرمول شیمیایی C40H68O7P2 یک ترکیب شیمیایی با شناسه پاب‌کم 6379269 است. که جرم مولی آن ۷۲۲٫۹۱ گرم بر مول می‌باشد. 